# San Martín del Pimpollar
San Martín del Pimpollar – gmina w Hiszpanii, w prowincji Ávila, w Kastylii i León, o powierzchni 45,64 km². W 2011 roku gmina liczyła 216 mieszkańców.